# アーノルド・パーマー (ブランド)
アーノルド・パーマー（Arnold Palmer）は、アメリカ合衆国オハイオ州のアーノルド・パーマー・エンタープライズとライセンス契約した企業によって展開されているアパレルブランドである。ブランド名はプロゴルファーであるアーノルド・パーマーに由来し、赤・黄・白・緑の傘のマークがシンボルである。
日本ではレナウンがトータルファミリーブランドとして1969年より展開を始め、傘のマークはワンポイントブームの火付け役となった。
レナウンの経営破綻により同社との契約は2020年で終了し、同年新たにライセンス契約を締結した水甚が2021年より日本国内で展開している。

## 歴史

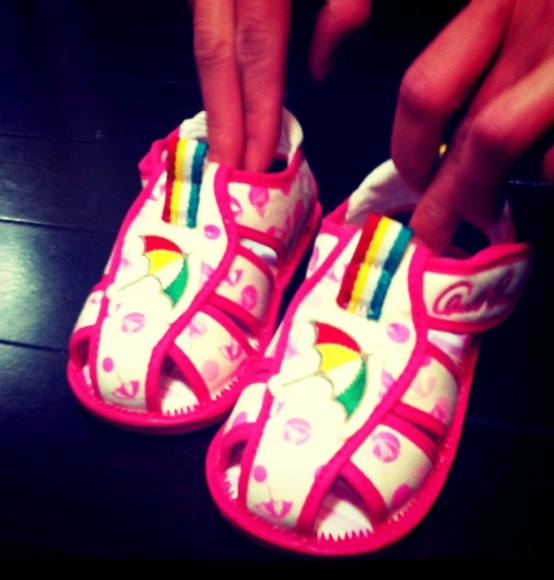
ダイマツ社の子供用ピヨピヨサンダル

アーノルドパーマーは、日本初のトータルファミリーブランドでもある。老若男女を対象に商品展開したブランドは、アーノルドパーマーが初めてだった。ラルフ・ローレンやGAP など今では珍しくないが、それまでの日本には皆無（男性、女性、大人、子供、でブランドは異なっているのが当然だった）。アーノルドパーマーは、デザイナーではなく、1人のマーチャンダイザーによって開発されたブランドだったからこそ、日本初のトータルファミリーブランドも可能になったと言えるだろう。当時、レナウンは日本最大のアパレルメーカーであり、社員デザイナーや社員パタンナー等も多数で人材豊富だった。そのため、婦人服、子供服、女性下着、と担当別による複数のデザイナーがデザインすることが可能だった。マーチャンダイザー開発ブランドだったので、複数のデザイナーによって洋服が制作されても、1人のマーチャンダイザーのもとでのブランドコントロールが可となり、共通となるブランドマークもつけたので、ブランドとしての統一感を生み出すことに成功。そして、日本初のトータルファミリーブランドが誕生した。
時代性を反映した日本独自のブランド、アーノルドパーマーは、瞬く間に人々の心をとらえて、大ヒット。戦後最大のブランドとして大成功をおさめた。まさに飛ぶ鳥をおとす勢いで、傘のマークはありとあらゆるアイテムとなって、日本中に溢れた。
ライセンス展開も拡大する一方で、あまりにも氾濫しすぎたアーノルドパーマーは、やがてブランドとしては飽和状態を迎えてしまう。一世を風靡したブランドは、いつしか大衆ブランドと化し、やがて過去のものとなっていった。
2000年代前半になって、アーノルドパーマーが復活。企業として傾いていたレナウンからは、優秀な人材が続々と他社アパレルに流出。倉庫整理をしていたときに、ブランドが開発された当時の原画等がたくさん見つかった。そこで、当時の商品を忠実に復刻したところ、現代の若者の心にヒット。氾濫しすぎたことや安易なライセンス路線といったことが、せっかくのブランドをダメにしてしまった前回の教訓から、今回は、開発当時のクオリティを崩すことなくブランドを守る路線に変更。2001年から販路も百貨店ではなく、高感度なセレクトショップ中心に展開することで、ブランドとして新生した。2014年からブランド名もアーノルドパーマー・タイムレスとし、30代ファミリーブランドとしてSC（ショッピングモール）などで展開した。
しかし、2020年5月15日にレナウンが民事再生手続き開始決定を受けて経営破綻した。同社が展開する「ダーバン」「シンプルライフ」「アクアスキュータム」などのブランドの譲渡が締結される中、アーノルド・パーマーのライセンス契約は解除された。
2020年10月に、岐阜県岐阜市に本社がある水甚が、アーノルド・パーマー・エンタープライズとライセンス契約を締結。水甚は2021年3月からブランド展開を開始し、2025年までに100店舗の店舗展開を図るとしている。